# 張哲琛
張哲琛（1945年5月14日—），上海人。曾任中華民國行政院人事行政局局長、銓敘部部長。

## 過往政績
於行政院人事行政局局長及銓敘部部長任內，推動的政策與法案有：
- 臺灣省政府功能業務與組織調整相關工作[來源請求]
- 公務人力發展中心委外案[來源請求]
- 公務人員終身學習、工作環境改善、組織再造[6]
- 《公務人員行政中立法》[7]
- 《政務人員法》及《政務人員俸給條例》草案[來源請求]
- 《聘任人員人事條例》草案[8]
- 公務人員自願退休月退休金起支年齡延後方案[9][10]

## 著作
- 《我國政府預算結構與預算決策之評析》[11]
- 《美國國會預算審議制度簡介》[12]
- 《自美國府會預算之爭，論我國政府財政赤字問題》[13]
- 《論政府預算制度》[14]